# Föreningen för kvinnans politiska rösträtt i Horn
Föreningen för kvinnans politiska rösträtt i Horn, även kallad Hornföreningen för kvinnans politiska rösträtt, var Horns lokalförening inom Landsföreningen för kvinnans politiska rösträtt (LKPR). Föreningen bildades 1913 och var verksam lokalt i Horn för införandet av kvinnors rösträtt i Sverige.
Bland aktiviteterna fanns föredrag, samkväm, insamling av medel och förhandlingar om samarbete med andra organisationer. 

## Historik
Föreningen för kvinnans politiska rösträtt i Horn bildades 1 december 1913, efter ett föredrag av Anni Gunnarsson, på initiativ av Sofia Abrahamsson. Under 1914 hölls ett styrelsesammanträde.

## Ordförande
- 1913–1916: Thilda Gustafsson